# محكم القرآن
آية محكمة أو آيات محكمات أو محكمات هي الايات القرآنية المحكمة التي لا تحمل إلا تفسيرا واحدا لها، والمحكم في القرآن الكريم يصح فيه قولان الأول : أن المحكم ما ظهر معناه وانكشف كشفا يزيل الإشكال ويرفع الاحتمال وهو موجود في كلام الله تعالى ويقابله المتشابه وهو ما تعارض فيه الاحتمال إما بجهة التساوي كالألفاظ المجملة، والثاني إن المحكم ما انتظم وترتب على وجه يفيد إما من غير تأويل أو مع التأويل من غير تناقض واختلاف فيه وهو متحقق في كلام الله تعالى ويقابله ما فسد نظمه واختل لفظه ويقال فاسد لا متشابه وهذا غير متصور الوجود في كلام الله
تعالى  ، وقد روى عبد الله بن عمرو بن العاص رضي الله عنهما أن رسول الله صلى الله عليه وآله وسلم قال (العلم ثلاثة فما سوى ذلك فهو فضل : آية محكمة أو سنة قائمة أو فريضة عادلة).

## تعريف المحكم
الاية المحكمة اية لا تحتمل إلا معنى واحدا أي آیة قطعیة الدلالة، آیة لا یستطیع المجتهد أن یعمل فیها ولا یختلف فیها اثنان فالأشیاء الثابتة في حیاة الإنسان القیم الثابتة والأشیاء التي هي سبب سعادته والأشیاء التي هي سبب هلاكه والتي جاء الأمر بها والنهي عنها بآیات محكمة وتشمل أصول الدین وعقائد الدین والأوامر والنواهي والحلال والحرام والحق والباطل والخیر والشر كل هذه القيم في قیم ثابتة لذلك جاء التعبیر عنها بآیات محكمة أما الأمور التي هي خاضعة للتطور والتبدل بحسب الظروف والمعطیات والبیئات والتقدم العلمي والتخلف والازدهار الاقتصادي إذا كان هناك شيء في الإسلام متغیر ففي الآیات المتشابهات ومعنى متشابهات أي أن هذه الآیات تحتمل عدة
معاني .
والآیات المحكمات هي أم الكتاب وهي الآیات القطعیة الدلالة والتي لا تحتمل الاجتهاد فيها، وهي الآیات المتعلقة بأصول العقائد والمتعلقة بأصول الأحكام وأصول الدین، وهي أيضا الآیات المتعلقة بالحلال والحرام وبالأمر والنهي وعليه لا یختلف عالمان في آیة محكمة ولا یختلف مجتهدان في آیة محكمة لكن الآیات الظنیة الدلالة إذا اجتهد فیها المجتهدون واختلفوا فاختلافهم اختلاف رحمة واختلاف تنوع وغنى ولیس اختلاف تضاد وتناقض.

## تفسير منه آيات محكمات
ورد لفظ آيات محكمات في سورة آل عمران في قوله تعالى : ((هُوَ الَّذِي أَنْزَلَ عَلَيْكَ الْكِتَابَ مِنْهُ آيَاتٌ مُحْكَمَاتٌ هُنَّ أُمُّ الْكِتَابِ وَأُخَرُ مُتَشَابِهَاتٌ)) وتفسير الاية أن الله قد قسم القرآن الكريم إلى قسمين محكم ومتشابه والمراد بالمحكم في الاية هو الواضح البين الذي لا يخفى على أحد معناه مثل السماء والأرض والنجوم والجبال والشجر والدواب وما أشبهها هذا محكم لأنه لا اشتباه في معناه، أما المتشابهات فهي الآيات التي يشتبه معناها ويخفى على أكثر الناس ولا يعرفها إلا الراسخون في العلم مثل بعض الآيات المجملة التي ليس فيها تفصيل فتفصلها السنة مثل قوله تعالى ((وَأَقِيمُوا الصَّلاةَ)) فإن إقامة الصلاة غير معلومة والمعلوم من هذه الآية وجوب إقامة الصلاة فقط لكن كيف الإقامة هذا يعرف من دليل آخر .
والحكمة من أن القرآن نزل على هذين الوجهين الابتلاء والامتحان لأن من في قلبه زيغ يتبع المتشابه فيبقى في حيرة من أمره وأما الراسخون في العلم فإنهم يؤمنون به كله متشابهه ومحكمه ويعلمون أنه من عند الله وأنه لا تناقض فيه ومن أمثلة المتشابه قول الله تبارك وتعالى (ثُمَّ لَمْ تَكُنْ فِتْنَتُهُمْ إِلاَّ أَنْ قَالُوا وَاللَّهِ رَبِّنَا مَا كُنَّا مُشْرِكِينَ) مع قوله ((يَوْمَئِذٍ يَوَدُّ الَّذِينَ كَفَرُوا وَعَصَوْا الرَّسُولَ لَوْ تُسَوَّى بِهِمْ الأَرْضُ وَلا يَكْتُمُونَ اللَّهَ حَدِيثاً)) فيأتي الإنسان ويقول هذا متناقض كيف يقولون ((وَاللَّهِ رَبِّنَا مَا كُنَّا مُشْرِكِينَ)) ثم يقال عنهم إنهم ((لا يَكْتُمُونَ اللَّهَ حَدِيثاً)) فيضرب الآيات بعضها ببعض ليوقع الناس في حيرة لكن الراسخين في العلم يقولون كله من عند الله ولا تناقض في كلام الله ويقولون إن يوم القيامة يوم مقداره خمسون ألف سنة فتتغير الأحوال وتتبدل فتنزل هذه على حال وهذه على حال.

## حديث العلم ثلاثة
رواه أبو داود ومحمد بن ماجه والحاكم عن عبد الله بن عمرو بن العاص أن رسول الله صلى الله عليه وسلم قال : العلم ثلاثة وما سوى ذلك فضل : آية محكمة أو سنة قائمة أو فريضة عادلة، وهذا حديث ضعيف كما قال ذلك الألباني في ضعيف الجامع الصغير، والآية المحكمة هي الايات الغير المنسوخة، والسنة القائمة هي السنة الثابتة الصحيحة المنقولة عن رسول الله صلى الله عليه وسلم، والفريضة العادلة هي كل حكم من الأحكام يحصل به العدل، وقيل كل ما يجب العمل به، فهي إشارة إلى الإجماع والقياس.